# Stanisław Witwiński
Stanisław Witwiński herbu Prus III (ur. ok. 1580, zm. po 1648) – jezuita, rektor kolegium jezuickich w Ostrogu i Sandomierzu
Stanisław Witwiński, urodzony około 1580 roku, pochodził z rodziny Wieczwińskich herbu Prus III, z linii wołyńskiej, która na początku XVI wieku przybrała nazwisko Witwiński.
Był zakonnikiem, członkiem Towarzystwa Jezusowego. Według Kaspra Niesieckiego „[…] rządził kollegia Ostrogskie 1627, Sendomierskie 1639”.
W październiku 1630 roku ułatwił biskupowi ormiańskiemu Mikołajowi Torosowiczowi osiągnięcie porozumienia z królem i z arcybiskupem łacińskim lwowskim Janem Andrzejem Próchnickim, co umożliwiło jemu katolickie wyznanie wiary i zapoczątkowało unię Kościoła Ormiańskiego w Polsce z Kościołem Katolickim. 